# 我孫子市立高野山小学校
我孫子市立高野山小学校（あびこしりつ こうのやましょうがっこう）は、千葉県我孫子市高野山にある公立小学校。通称は「高小」（こうしょう）。児童数は745名（2012年4月1日時点)。天王台駅から歩いて25分のところにある。

## 学区
地域別
我孫子、高野山、高野山新田、泉、岡発戸、岡発戸新田、天王台の一部、東我孫子の一部
学区の境界は、おおむね、西（対一小）は県道船橋我孫子線、東（対二小）は天王台駅前の大通り、北（対三小）はJR常磐線である。

## 沿革
- 1975年（昭和50年）4月 - 第一小学校で間借開校
- 1975年（昭和50年）5月 - 校舎完成
- 1975年（昭和50年）1月 - 校旗贈呈式
- 1976年（昭和51年）4月 - プレハブ教室設置
- 1976年（昭和51年）1月 -  観察池・小鳥小屋完成
- 1976年（昭和51年）3月 - 校歌制定
- 2011年（平成23年）6月～10月-校舎耐震工事実施。

## 部活動
運動部
- 陸上部

文化部
- 合唱部
- 吹奏楽部

吹奏楽部および合唱部は、千葉県吹奏楽連盟コンクール、NHK全国学校音楽コンクール、こども音楽コンクールなどに出場し、好成績を収めている。

## 行事
- 入学式
- 春季運動会
- 林間学校
- 修学旅行
- 合唱祭
- ミュージックフェアー（吹奏楽部、合唱部による校内演奏会）
- 卒業式

## 主な進学先中学校
- 我孫子市立我孫子中学校
- 我孫子市立湖北台中学校

## 周辺
- 我孫子市消防本部
- 近隣センターこもれび
- 公益財団法人 山階鳥類研究所
- 我孫子市鳥の博物館
- 手賀沼親水広場
- 国道356号